# Йоанна Жубър
Йоанна Жубър (на полски: Joanna Żubr, 1770 – 1852) е полско военно лице, участник в Наполеоновите войни, ветеран от Полско-австрийската война и първата жена-кавалер на Virtuti Militari – най-високия полски военен орден.
След избухването на Наполеоновите войни и създаването на Херцогство Варшава през 1808 Йоанна и съпруга ѝ Михал напускат упрвляваната от Австрия Волиния и се присъединяват към армията на новото княжество. Скоро тя се записва във 2-ри пехотен полк (4-та рота, 2-ри батальон) като редник криейки пола си от началници и колеги войници.
През 1809 г. Йоанна взема участие в галисийски кампания и се отличава в битката за Замошч на 19 май същата година. За нейната храброст Принц Юзеф Понятовски я награждава с горепосочения медал.
След кампанията, тя се присъединява към 17-и пехотен полк под командването на Ян Хенрик Домбровски, Съпругът ѝ е знаменосец в същия полк и Йоанна е повишена в чин сержант като първата жена в полската армия. Тяхното подразделение, преименувано на Великополска дивизия, взема участие в инвазията в Русия на Наполеон и кампанията му в днешна Беларус.
По време на битките и отстъплението на Наполеон дивизията се разпада и Йоанна успява да избяга от Русия сама. През лятото на 1813, седмици след като Юзеф Понятовски изоставя Краков, Йоанна достига полските части в Саксония и отново служи до подписването на Договора от Фонтенбло и края на войната.
Йоанна и съпругът ѝ се връщат в Полша. Те трябва да се установят или в австрийско окупираната, или в руските земи на Полша и се заселват в Велюн, близо до Лодз. Йоанна Зубър умира по време на холерна епидемия през 1852 г., на възраст от около седемдесет години.